# 巴朗 (热尔省)
巴朗（法語：Barran，法語發音：[baʁɑ̃]）是法国热尔省的一个市镇，属于欧什区。

## 地理
巴朗（43°37'0"N, 0°26'34"E）面积52.82 平方千米，位于法国奧克西塔尼大區热尔省，该省份为法国西南部内陆省份，北起顺时针与洛特-加龙省、塔恩-加龙省、上加龙省、上比利牛斯省、大西洋比利牛斯省和朗德省接壤。
与巴朗接壤的市镇（或旧市镇、城区）包括：欧什、比朗、勒布鲁伊-蒙贝尔、利勒德诺埃、拉塞朗、米拉讷、奥尔当-拉罗克、圣让勒孔塔勒。

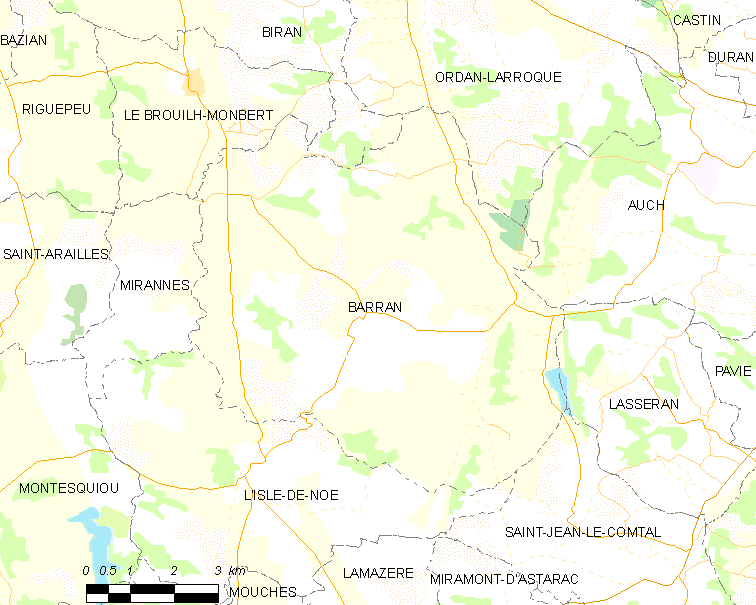
的OSM定位图

巴朗的时区为UTC+01:00、UTC+02:00（夏令时）。

## 行政
巴朗的邮政编码为32350，INSEE市镇编码为32029。

## 政治
巴朗所属的省级选区为欧什第一县。

## 人口

1962-2008年间人口变化图示

巴朗于2022年1月1日时的人口数量为673人。